# ستيف شيندلر
ستيف شيندلر (بالإنجليزية: Steve Schindler)‏ هو لاعب كرة قدم أمريكية أمريكي، ولد في 24 يوليو 1954 في كالدويل ‏ في الولايات المتحدة.

## وصلات خارجية
- ستيف شيندلر على موقع مرجع كرة القدم المحترفة.كوم (الإنجليزية)